# Troickoje (rejon korieniewski)
Troickoje (ros. Троицкое) – wieś (ros. село, trb. sieło) w zachodniej Rosji, w sielsowiecie wiktorowskim rejonu korieniewskiego w obwodzie kurskim.

## Geografia
Miejscowość położona jest w dorzeczu rzeki Siniak przy granicy z Ukrainą, 6 km od centrum administracyjnego sielsowietu wiktorowskiego (Wiktorowka), 24,5 km od centrum administracyjnego rejonu (Korieniewo), 112 km od Kurska.

## Demografia
W 2010 r. miejscowość zamieszkiwało 270 osób.